# Game-Design
Game-Design bezeichnet im Rahmen der Computerspiele-Entwicklung die Tätigkeit der theoretischen Konzeption von Spielwelt, Regeln und Charakteren in Hinblick auf eine bestimmte Zielgruppe.

## Aufgabenspektrum
Game-Design umfasst, bezogen auf den Gesamtprozess der Spieleentwicklung, alle Teilaufgaben, die für die Schaffung der Spielvision und der Spielwelt (mitsamt den dort lebenden Charakteren und vorherrschenden Gesetzmäßigkeiten) erforderlich sind. Hierzu werden, je nach Spiel, erzählende und interaktive Elemente kombiniert. Je nach Zielgruppe werden außerdem ethische und psychologische Aspekte berücksichtigt und in die Spielplanung mit einbezogen. Auch die Zuarbeit im Hinblick auf Marketing-Aspekte des Produktes (hier ist die Kenntnis der Zielgruppe von zentraler Bedeutung) zählen oftmals zu den Aufgabenbereichen des Game-Designers.
Das Ergebnis (die Produkte) des Game-Designs im engeren Sinne ist eine Gruppe schriftlicher Design-Documents oder Spielkonzepte. Häufig geht die theoretische Spielkonzeption hierbei mit einem ergänzenden Prototyping einher, d. h. der Entwicklung einer (technisch, spielerisch und multimedial einfachen – das sollte zumindest das Ziel sein) Spielversion, anhand derer sich bereits vorab ein grundsätzlicher Eindruck vom späteren Gameplay gewinnen lässt. Mit Hilfe der Prototypen wird das Spielkonzept vor seiner Fertigstellung geprüft und verfeinert. So lassen sich Unklarheiten und Lücken im Spielkonzept bereits vorab ausfindig machen und beseitigen, bevor die kostenaufwändige Implementierung der für den Verkauf bestimmten Spielversion durch andere Spezialisten (Programmierer, Grafiker, Musiker, Designer) beginnt.
Trotz des theoretischen Charakters der Konzeptarbeit und der eher prototypischen Funktion einer eventuell umgesetzten Vorabversion kann Game-Design nicht vollkommen unabhängig von der späteren, in der Finalversion anvisierten technischen Plattform erfolgen. Insbesondere in Hinblick auf Usability und Gameplay können Fragen, die zunächst vielleicht eher technisch und wenig spielrelevant erscheinen, in ihren Auswirkungen sehr wohl gravierend sein. (Man bedenke z. B. die atmosphärischen oder steuerungsbezogenen Auswirkungen, wenn in einem Rollenspiel eine interaktive 2D- statt einer 3D-Welt verwendet würde, oder den wirtschaftlichen Schaden, wenn sich herausstellte, dass die Leistung der Rechnerhardware oder Netzwerk-Infrastruktur der Spieler die spielerischen Notwendigkeiten einfach nicht bedienen kann.) Generell lässt sich sagen, dass Game-Designer auch andere Bereiche der Spieleentwicklung (oftmals Programmierung oder Art) bedienen können, um die Hintergründe und die Schnittstellen und Kommunikationsprotokolle zu verstehen. Erst dadurch kann ein Konzept in der immer aufwändiger werdenden Spielebranche umgesetzt werden.

## Studium und Ausbildung
Seit einigen Jahren gibt es in deutschsprachigen Ländern die Möglichkeit, Game-Design formal als Studium oder Ausbildungsberuf zu erlernen. Dabei ist zu berücksichtigen, dass die Mehrzahl dieser Angebote den Begriff im Vergleich zu der in der Spieleindustrie üblichen Terminologie weiter fasst, indem sie auch typische Aufgaben des nachgelagerten Entwicklungsprozesses (wie Programmierung, Grafikdesign u. ä.) integriert oder sogar schwerpunktmäßig verfolgt. 
Seit 2023 gibt es in Deutschland die staatlich anerkannte duale Ausbildung zum Gestalter für immersive Medien, welche angrenzend auch den Themenbereich Game-Design behandelt, da die Auszubildenden grundlegende Kenntnisse in der Gestaltung von Interaktionen in einer 3D-Umgebung für VR und im Umgang mit einer Game-Engine erwerben.
Nicht vollständige Liste einiger privater und öffentlicher Hochschulen, an denen Game Design als Studiengang oder Schwerpunkt angeboten wird:
- Media University of Applied Sciences, Köln und Berlin[2]
- Hochschule für Technik und Wirtschaft Berlin, Game Design B.A.[3]
- Cologne Game Lab der TH Köln[4]
- Games Academy Berlin / München[5]
- SRH Hochschule Heidelberg, Virtuelle Realitäten, Game Development, Game Art & Game Design[6]
- Hochschule Trier, Intermediales Design[7]
- Mediencampus der Hochschule Darmstadt[8]
- Mediadesign Hochschule München / Düsseldorf / Berlin[9]
- HTBLuVA Wien 5 Spengergasse, Wien[10]
- media Akademie – Hochschule Stuttgart (mAHS), Stuttgart[11]
- Bib International College, Paderborn, Hannover, Bergisch Gladbach, Bielefeld[12]
- Hochschule Harz, Wernigerode[13]
- Hochschule Kaiserslautern, Virtual Design B.A.[14]
- Zürcher Hochschule der Künste, Fachrichtung Game Design (B.A. und M.A.), Zürich, Schweiz[15]

## Namhafte Game-Designer
- Alexei Paschitnow, Tetris
- Cevat Yerli, Far Cry, Crysis, Crysis 2
- Chris Roberts, Wing Commander, Star Citizen
- Daniel Dumont, Patrizier 2/3/4, Port Royale 1/2/3, Darkstar One, Grand Ages: Medieval
- Gerald Köhler, Anstoss und weitere Fußballmanager
- Hideki Kamiya, Resident Evil 2, Devil May Cry, Bayonetta
- Hideo Kojima, Metal Gear
- Hironobu Sakaguchi, Final Fantasy, Blue Dragon
- John Carmack, Wolfenstein 3D, Doom, Quake
- Jonathan Blow, Braid, The Witness
- Markus Persson, (genannt: „Notch“), Minecraft
- Michel Ancel, Rayman, Beyond Good & Evil
- Peter Molyneux, Populous, Dungeon Keeper, Black & White
- Ralf Glau, Die Hanse
- Richard Garriott, (genannt: „Lord British“), Ultima-Reihe
- Roberta Williams, King’s Quest, Time Zone
- Ron Gilbert, Monkey Island, Maniac Mansion, Zak McKracken
- Shigeru Miyamoto, Super-Mario-Reihe, Donkey Kong, Zelda-Reihe
- Shinji Mikami, Resident Evil, Dino Crisis, The Evil Within, Vanquish
- Sid Meier, Sid Meier’s Colonization, Sid Meier’s Civilization
- Tim Schafer, Day of the Tentacle, Grim Fandango
- Toby Gard, Tomb Raider, Tomb Raider: Legend, Galleon
- Todd Howard, The Elder Scrolls V: Skyrim, Fallout 3, Fallout 4
- Volker Wertich, Die Siedler, SpellForce, BattleForge
- Warren Spector, Wing Commander, Deus Ex
- Will Wright, SimCity, Die Sims, Spore
- Yū Suzuki, Virtua Fighter, Shenmue, Out Run
- Yūji Naka, Sonic the Hedgehog, Phantasy Star, Phantasy Star Online, Samba de Amigo